# مت مک‌هیو
مت مک‌هیو (انگلیسی: Matt McHugh؛ ‏ ۲۲ ژانویهٔ ۱۸۹۴ – ۲۲ فوریهٔ ۱۹۷۱) بازیگر اهل ایالات متحده آمریکا بود.
از فیلم‌هایی که وی در آن‌ها نقش داشته‌است، می‌توان به افسون‌شده، عجیب‌الخلقه‌ها، برادر شیطان، او مرا دوست ندارد، پنجه گربه، تلگراف مهمانی، مانکن و آقای اسمیت به واشینگتن می‌رود اشاره نمود.